# Lijst van leden van de Europese Rekenkamer
Dit is een lijst van leden van de Europese Rekenkamer. In onderstaand overzicht staat achter de leden tussen haakjes hun ambtsperiode aangegeven.

## Lijst van leden

### België
- Paul Gaudy (18 oktober 1977 – 17 oktober 1987)
- Fernand Hebette (18 oktober 1987 – 15 maart 1992)
- Roger Camus (21 december 1992 – 9 februari 1994)
- Patrick Everard (10 februari 1994 – 29 februari 2000)
- Robert Reynders (1 maart 2000 – 28 februari 2006)
- Karel Pinxten (1 maart 2006 – 30 april 2018)
- Annemie Turtelboom (sinds 1 mei 2018)

### Bulgarije
- Nadejda Sandolova (1 januari 2007 – 31 december 2012)
- Iliana Ivanova (sinds 1 januari 2013)

### Cyprus
- Kikis Kazamias (2 november 2004 – 1 november 2010)
- Lazaros Stavrou Lazarou (2 november 2010 – 1 november 2022)
- Lefteris Christoforou (sinds 2 november 2022)

### Denemarken
- Arne Johansen (18 oktober 1977 – 17 april 1983)
- Keld Brixtofte (18 april 1983 – 17 april 1989)
- Jørgen Mohr (1 juli 1995 – 31 december 2001)
- Morten Louis Levysohn (1 januari 2002 – 29 februari 2012)
- Henrik Otbo (1 maart 2012 – 1 februari 2015)
- Bettina Jakobsen (sinds 1 september 2015)

### Duitsland
- Albert Leicht (18 oktober 1977 – 17 oktober 1983)
- Lothar Haase (18 oktober 1983 – 20 december 1989)
- Bernhard Friedmann (21 december 1989 – 31 december 2001)
- Hedda von Wedel (1 januari 2002 – 31 december 2007)
- Harald Noack (1 januari 2008 – 31 december 2013)
- Klaus-Heiner Lehne (sinds 1 maart 2014)

### Estland
- Kersti Kaljulaid (7 mei 2004 – 2 oktober 2016)
- Juhan Parts (1 januari 2017 – 31 december 2022)
- Keit Pentus-Rosimannus (sinds 1 januari 2023)

### Finland
- Aunus Salmi (1 maart 1995 – 28 februari 2006)
- Olavi Ala-Nissilä (1 maart 2006 – 29 februari 2012)
- Ville Itälä (1 maart 2012 – 28 februari 2018)
- Hannu Takkula (1 maart 2018 – 31 mei 2024)
- Petri Sarvamaa (sinds 1 juni 2024)

### Frankrijk
- Pierre Lelong (18 oktober 1977 – 20 december 1989)
- Daniel Strasser (21 december 1989 – 16 december 1995)
- Jean-François Bernicot (1 januari 1996 – 31 december 2007)
- Michel Cretin (1 januari 2008 – 31 december 2013)
- Danièle Lamarque (1 januari 2014 – 31 december 2019)
- François-Roger Cazala (sinds 1 januari 2020)

### Griekenland
- Georges Vitalis (1 januari 1981 – 17 oktober 1983)
- Stergios Vallas (18 oktober 1983 – 20 december 1989)
- Constantinos Androutsopoulos (21 december 1989 – 31 december 1995)
- Kalliopi Nikolaou (1 januari 1996 – 31 december 2001)
- Ioannis Sarmas (1 januari 2002 – 31 december 2013)
- Nikolaos Milionis (sinds 1 januari 2014)

### Hongarije
- Gejza Halász (7 mei 2004 – 6 mei 2010)
- Szabolcz Fazakas (7 mei 2010 – 31 augustus 2017)
- Ildikó Pelczné Gáll (sinds 1 september 2017)

### Ierland
- Michael Murphy (18 oktober 1977 – 17 mei 1986)
- Richie Ryan (18 mei 1986 – 9 februari 1994)
- Barry Desmond (10 februari 1994 – 29 februari 2000)
- Máire Geoghegan-Quinn (1 maart 2000 – 9 februari 2010)
- Eoin O'Shea (31 maart 2010 – 29 februari 2012)
- Kevin Cardiff (1 maart 2012 – 28 februari 2018)
- Tony Murphy (sinds 1 maart 2018)

### Italië
- Aldo Angioi (18 oktober 1977 – 31 december 1992)
- Giorgio Clemente (1 januari 1993 – 28 februari 2006)
- Massimo Vari (1 maart 2006 – 28 november 2011)
- Pietro Russo (1 maart 2012 – 30 april 2024)
- Carlo Alberto Manfredi Selvaggi (sinds 1 mei 2024)

### Kroatië
- Neven Mates (15 juli 2013 – 14 juli 2019)
- Ivana Maletić (sinds 15 juli 2019)

### Letland
- Igors Ludboržs (7 mei 2004 – 6 mei 2016)
- Mihails Kozlovs (sinds 7 mei 2016)

### Litouwen
- Irena Petruškevičienė (7 mei 2004 – 6 mei 2010)
- Rasa Budgergytė (7 mei 2010 – 15 juni 2016)
- Rimantas Šadžius (16 juni 2016 – 15 november 2022)
- Laima Andrikienė (sinds 16 november 2022)

### Luxemburg
- Marcel Mart (18 oktober 1977 – 20 december 1989)
- Maurice Thoss (21 december 1989 – 31 december 1995)
- François Colling (1 januari 1996 – 31 december 2007)
- Henri Grethen (1 januari 2008 – 31 december 2019)
- Joëlle Elvinger (sinds 1 januari 2020)

### Malta
- Josef Bonnici (7 mei 2004 – 6 mei 2010)
- Louis Galea (7 mei 2010 – 30 september 2016)
- Leo Brincat (1 oktober 2016 – 30 september 2022)
- George Marius Hyzler (sinds 1 oktober 2022)

### Nederland
- André Middelhoek (18 oktober 1977 – 31 december 1995)
- Maarten Engwirda (1 januari 1996 – 31 december 2010)
- Gijs de Vries (1 januari 2011 – 31 december 2013)
- Alex Brenninkmeijer (1 januari 2014 – 14 april 2022)
- Stef Blok (sinds 1 september 2022)

### Oostenrijk
- Hubert Weber (1 maart 1995 – 31 maart 2011)
- Harald Wögerbauer (1 april 2011 – 28 februari 2014)
- Oskar Herics (1 maart 2014 – 31 juli 2020)
- Helga Berger (sinds 1 augustus 2020)

### Polen
- Jacek Uczkiewicz (7 mei 2004 – 6 mei 2010)
- Augustyn Kubik (7 mei 2010 – 6 mei 2016)
- Janusz Wojciechowski (7 mei 2016 – 1 december 2019)
- Marek Opioła (sinds 1 februari 2021)

### Portugal
- Carlos Moreno (27 januari 1986 – 9 februari 1994)
- Armindo de Jesus de Sousa Ribeiro (10 februari 1994 – 29 februari 2000)
- Vítor Manuel da Silva Caldeira (1 maart 2000 – 30 september 2016)
- João Figueiredo (1 oktober 2016 – 30 juni 2021)
- João Leão (sinds 1 maart 2024)

### Roemenië
- Ovidiu Ispir (1 januari 2007 – 30 juni 2013)
- George Pufan (1 juli 2013 – 30 juni 2019)
- Viorel Ștefan (sinds 1 juli 2019)

### Slovenië
- Vojko Anton Antončič (7 mei 2004 – 6 mei 2010)
- Milan Martin Cvikl (7 mei 2010 – 6 mei 2016)
- Samo Jereb (7 mei 2016 – 6 mei 2022)
- Jorg Kristijan Petrovič (sinds 7 mei 2022)

### Slowakije
- Július Molnár (7 mei 2004 – 6 mei 2010)
- Ladislav Balko (7 mei 2010 – 15 oktober 2023)
- Katarína Kaszasová (sinds 16 oktober 2023)

### Spanje
- Josep Subirats (27 januari 1986 – 9 februari 1994)
- Antoni Castells (10 februari 1994 – 29 februari 2000)
- Juan Manuel Fabra Vallés (1 maart 2000 – 28 februari 2006)
- Juan Ramallo Massanet (1 maart 2006 – 29 februari 2012)
- Baudilio Tomé Muguruza (1 maart 2012 – 29 februari 2024)
- Alejandro Blanco Fernández (sinds 1 maart 2024)

### Tsjechië
- Jan Kinšt (7 mei 2004 – 6 mei 2016)
- Jan Gregor (sinds 7 mei 2016)

### Verenigd Koninkrijk
- Norman Price (18 oktober 1977 – 17 oktober 1983)
- John Carey (18 oktober 1983 – 31 december 1992)
- John Wiggins (1 januari 1993 – 31 december 2001)
- David Bostock (1 januari 2002 – 31 december 2013)
- Phil Wynn Owen (1 januari 2014 – 31 januari 2020)

### Zweden
- Jan O. Karlsson (1 maart 1995 – 31 december 2001)
- Lars Tobisson (1 januari 2002 – 28 februari 2006)
- Lars Heikensten (1 maart 2006 – 9 juni 2011)
- Hans Gustaf Wessberg (10 juni 2011 – 28 februari 2018)
- Eva Lindström (1 maart 2018 – 31 mei 2024)
- Hans Lindblad (sinds 1 juni 2024)

## Voorzitters van de Europese Rekenkamer
De volgende leden waren tevens in functie als voorzitter:
|                     | Voorzitter                     | Termijn                             |
| ------------------- | ------------------------------ | ----------------------------------- |
| Vlag van Ierland    | Michael Murphy                 | 11 november 1977 – 17 oktober 1981  |
| Vlag van Frankrijk  | Pierre Lelong                  | 18 oktober 1981 – 17 oktober 1984   |
| Vlag van Luxemburg  | Marcel Mart                    | 18 oktober 1984 – 20 december 1989  |
| Vlag van Italië     | Aldo Angioi                    | 9 januari 1990 – 31 december 1992   |
| Vlag van Nederland  | André Middelhoek               | 12 januari 1993 – 31 december 1995  |
| Vlag van Duitsland  | Bernhard Friedmann             | 1 januari 1996 – 17 januari 1999    |
| Vlag van Zweden     | Jan O. Karlsson                | 18 januari 1999 – 31 december 2001  |
| Vlag van Spanje     | Juan Manuel Fabra Vallés       | 16 januari 2002 – 15 januari 2005   |
| Vlag van Oostenrijk | Hubert Weber                   | 16 januari 2005 – 15 januari 2008   |
| Vlag van Portugal   | Vítor Manuel da Silva Caldeira | 16 januari 2008 – 30 september 2016 |
| Vlag van Duitsland  | Klaus-Heiner Lehne             | 1 oktober 2016 – 30 september 2022  |
| Vlag van Ierland    | Tony Murphy                    | sinds 1 oktober 2022                |